# Nhà có 5 nàng tiên
Nhà có 5 nàng tiên (tiếng Anh: Five Fairies in the House) là một bộ phim điện ảnh Việt Nam thuộc thể loại hài – chính kịch công chiếu vào năm 2013, do Trần Ngọc Giàu làm đạo diễn kiêm đồng sản xuất với phần kịch bản do Thạch Tuyền chắp bút. Với sự tham gia của hai ngôi sao chính Hoài Linh và Việt Hương, cùng các diễn viên gồm Yaya Trương Nhi, Ngân Khánh, Minh Thảo, Bảo Anh, Miu Lê, Tấn Beo, Minh Luân, Trương Thế Vinh, Hà Trí Quang, Quốc Trường, Phương Thanh và Chí Tài, phim theo chân ông Cảnh và bà Mai – hai vợ chồng nghèo cùng nhau nhận nuôi năm đứa con gái và từ đó họ bắt đầu có mối quan hệ thân thiết với những người con của mình trước những khó khăn của cuộc đời.
Nhà có 5 nàng tiên vừa là một bộ phim điện ảnh chiếu rạp vừa là phim truyền hình dài 5 tập. Được giới chuyên môn dành những lời khen ngợi, tác phẩm được lọt vào đề cử giải Mai vàng và giành được giải của Ban giám khảo tại Liên hoan phim Việt Nam lần thứ 18.

## Nội dung
Ông Tiên Cảnh và bà Mai nhỏ nhẹ là hai vợ chồng nghèo sống bằng nghề lượm ve chai, họ luôn mơ ước có một đứa con. Một hôm nọ, hai vợ chồng nhặt được năm bé gái mồ côi, họ thương yêu năm bé gái ấy như con ruột và nuôi đến khôn lớn, cho chúng ăn học đàng hoàng.
Khi lớn lên, năm cô con gái trở thành năm thiếu nữ xinh đẹp, có tên là: Tiên Dung, Tiên Nữ, Tiên Sa, Tiên Hương và Tiên Vân. Mỗi người con gái đều có tài năng và ngành nghề riêng. Tiên Dung làm nghề tiếp thị dầu ăn, có người yêu là Khanh; Tiên Nữ giỏi vẽ tranh nhưng làm nghề bán bảo hiểm, có người yêu là Bình; Tiên Sa làm nghề võ sĩ, có người yêu là Hùng; Tiên Hương làm nghề ca sĩ, có người yêu là Khải Phong; còn Tiên Vân chỉ muốn lượm ve chai để nối nghiệp ông Cảnh và bà Nhẹ, cô có người yêu là Thắng. Cả gia đình lúc nào cũng sống vui vẻ hòa thuận với nhau. Năm cô con gái còn mở một vựa ve chai cho ông Cảnh và bà Nhẹ làm chủ.
Mọi chuyện đang diễn ra tốt đẹp thì từ đâu xuất hiện một người đàn bà tên Thu tìm đến gia đình ông Cảnh, bà ta tự xưng là mẹ ruột của Tiên Vân rồi có ý xin lại Tiên Vân. Sau một hồi khóc lóc xót xa, gia đình ông Cảnh chấp nhận cho Tiên Vân trở về với bà Thu, song vì ham mê giàu sang nên bà Thu có ý định gả Tiên Vân cho ông trùm xã hội đen tên So. Dù cho Tiên Vân phản đối quyết liệt, bà Thu liền bắt cô ra ngoài thị trấn Long Hải để gặp ông So. Tiên Vân bị nhốt trong dinh thự của ông So, cô lén lấy điện thoại của bà Thu gọi cho gia đình ông Cảnh. Gia đình ông Cảnh cùng với năm chàng rể tương lai liền chạy ra Long Hải tìm Tiên Vân sau khi nghe cô tiết lộ một số thông tin. Họ tìm được dinh thự của ông So, sau đó họ hạ gục hết bọn thuộc hạ của ông So và giải cứu Tiên Vân thành công. Ông Cảnh đe dọa sẽ trừng trị ông So và bà Thu nếu họ dám đụng đến Tiên Vân lần nữa.
Ông Cảnh và bà Mai đồng ý cho năm cô con gái cưới năm anh chàng người yêu kia, cả gia đình lại sống hạnh phúc như xưa. Trớ trêu thay, ông Cảnh thức dậy trong đêm, nhận ra những sự kiện hạnh phúc vừa rồi chỉ là giấc mơ. Vợ chồng ông hiện tại chỉ có bốn đứa con gái bé bỏng, nhưng trong mơ ông lại thấy đến năm đứa. Bất ngờ thay, khi nghe thấy có tiếng khóc của trẻ con ở ngoài cửa, hai vợ chồng mới phát hiện ra có một đứa bé bị bỏ rơi và nhận nuôi luôn đứa bé ấy. Cuối cùng, vợ chồng ông Cảnh đã thực sự có năm đứa con gái đúng như những gì mà ông Cảnh thấy trong mơ.

## Diễn viên
- Hoài Linh vai ông Tiên Cảnh
- Việt Hương vai bà Mai
- Yaya Trương Nhi vai Tiên Dung
- Ngân Khánh vai Tiên Nữ
- Minh Thảo vai Tiên Sa
- Bảo Anh vai Tiên Hương
- Miu Lê vai Tiên Vân
- Chí Tài vai ông Kiệt (†)
- Tấn Beo vai Hùng
- Trương Thế Vinh vai Khải Phong
- Hà Trí Quang vai Khanh
- Minh Luân vai Thắng
- Quốc Trường vai Bình
- Hoàng Sơn vai ông So
- NSƯT Cát Tường vai bà Thu
- Phương Thanh vai bà Tám
- Thanh Bạch vai ông quản lý chợ
- Phi Nhung vai giám khảo cuộc thi hát
- Quốc Thuận vai Tân "áo dài"
- Kiều Mai Lý vai bà Chín
- Phi Nga vai bà Hạnh
- Hải Lý vai bà Tư
- Hứa Minh Đạt vai tài xế xe rác
- Lâm Vỹ Dạ vai con dâu bà Chín
- Quách Ngọc Tuyên vai người đi đường
- Nam Thư vai người đi đường
- Phi Phụng vai bà bán ve chai
- Ngọc Lan vai bà bán ve chai

## Sản xuất
Từ tháng 8 năm 2012, nhà sản xuất phim đã ký hợp đồng độc quyền với Hoài Linh và Việt Hương. Cả hai sẽ không tham gia bất kỳ dự án phim Tết nào khác trong năm 2013. Các động thái như: ra mắt dự án sớm, độc quyền diễn viên chính, đăng ký rạp trước nửa năm được thực hiện nhằm tăng sức hút cho bộ phim. Bộ phim bấm máy khởi quay từ tháng 10 đến tháng 12 năm 2012.

## Công chiếu
Phim được hầu hết các hệ thống rạp lớn nhận chiếu. Sau ba ngày ra mắt, Nhà có 5 nàng tiên đã đạt 45.000 lượt khán giả đến xem phim. Doanh thu trong ba ngày đầu công chiếu được hơn 4 tỷ VND, vượt hơn nhiều lần phim Cô dâu đại chiến vốn là bộ phim thành công nhất trong các mùa phim Tết trước đó với 1,4 tỷ VND. Kết thúc mùa phim Tết, phim đạt doanh thu trên 60 tỷ VND.

## Nhận xét
Bộ phim được giới phê bình khen ngợi vì thoát được mác thảm họa "hài nhảm", biên kịch tốt, nội dung sạch sẽ, ý nghĩa và cũng là "đối thủ nặng ký" duy nhất của phim Mỹ nhân kế. Doanh thu bước đầu của phim cũng được đánh giá là ấn tượng dù thấp hơn con số 12 tỷ của Mỹ nhân kế tại thời điểm đó do phim Mỹ nhân kế có lợi thế 3D. Đạo diễn Trần Ngọc Giàu cũng được đánh giá cao vì đã "quyết liệt" cắt bỏ những phân cảnh không cần thiết giúp mạch truyện đi theo một trật tự trơn tru, vừa phải. Nhờ đó mà phim sạch sẽ, gọn gàng, tình tiết vui nhộn nhẹ nhàng, đơn giản, không có câu thoại thừa, bậy bạ nhảm nhí. Đây là nỗ lực khá phi thường của một đạo diễn làm phim hài.
Nhà có 5 nàng tiên lại dần chiếm được nhiều tình cảm từ phía khán giả và được đánh giá là phim có "nội dung và tính nhân văn cao, chuyển tải nhẹ nhàng khiến tất cả mọi người từ trẻ em đến người lớn tuổi đều cảm động, thấm thía" với cốt truyện hài nhưng không nhảm, "xạo" nhưng không phô, khó tin nhưng không gây khó chịu. Đạo diễn Trần Ngọc Giàu thành công trong việc xử lý tình huống hài hước sáng tạo, đầy bất ngờ mang tiếng cười thoải mái cho người xem. Tác giả kịch bản Thạch Tuyền thì "khôn khéo" lựa chọn phần mở đầu và cho một kết thúc không dễ bị bắt bẻ. Phim tuy hội đủ "nguyên liệu" "hài + sao + hot boy, hot girl" vốn thường gặp trong các "phim nhảm" trong nhiều năm qua nhưng lại hoàn toàn khác hài nhảm, giúp khán giả cười thỏa thuê và không phàn nàn. Dù vậy, phim vẫn bị phê bình vì để nhà tài trợ can thiệp một cách thô bạo khiến việc quảng cáo trong phim quá lộ liễu.

Theo đại diện đoàn phim: 
| “ | Chúng tôi nhận thấy giới trẻ đang rất cần những bộ phim đầy ý nghĩa mà vẫn vui tươi, dễ thương như Nhà có 5 nàng tiên, chứ không phải những tác phẩm gắng tạo sự cầu kỳ, hình thức nhưng nhảm nhí, sex hay scandal mà không có nội dung lành mạnh. Trong bối cảnh khi cuộc sống chúng ta còn nhiều khó khăn, thì những tấm lòng như ông Tiên Cảnh, bà Mai Nhỏ Nhẹ trong Nhà có 5 nàng tiên cũng như những tấm lòng hiếu thảo của 5 cô con gái dành cho ba mẹ nuôi kính yêu của mình rất đáng trân trọng. | ” |